# HD 217107 c
HD 217107 c és un planeta extrasolar que es troba a aproximadament 64 anys llum de la Terra, a la constel·lació dels Peixos. Fou el segon i darrer planeta a ser descobert al voltant de l'estrella HD 217107. La seva existència fou hipotetitzada el 1998 a causa de l'excentricitat orbital del planeta més interior, HD 217107 b, i es confirmà el 2005 quan els estudis de velocitat radial de l'estel indicaren la presència d'un altre planeta més distant i massiu orbitant-lo. L'òrbita excèntrica del planeta dura al voltant d'una dècada.

## Detecció i descobriment
Un estudi de la velocitat radial d'HD 217107 dut a terme el 1998 revelà que el seu moviment al llarg de la línia de visió variava al llarg d'un cicle de 7,1 dies. El període i amplitud d'aquesta variació indicaven que era causada per un planeta en òrbita al voltant de l'estel. El planeta fou designat HD 217107 b, i es descobrí que era una mica més pesant que Júpiter i que orbitava extremadament a prop de l'estel pare amb una òrbita força excèntrica.
La majoria dels planetes de períodes orbitals inferiors als 10 dies tenen òrbites quasi circulars (e = 0); els descobridors de HD 217107 b hipotetitzaren que la seva òrbita una mica excèntrica (e = 0,13) podria ser a causa de la influència gravitatòria d'un segon planeta a una distància de diverses unitats astronòmiques (UA). La confirmació de l'existència del segon planeta s'esdevingué el 2005, i fou designat HD 217107 c.
Els paràmetres d'aquest planeta, al principi, estaven poc acotats, amb un període en excés de 8 anys amb una alta excentricitat i una massa mínima d'unes dues vegades la de Júpiter. Observacions continuades rebaixaren substancialment les solucions plausibles, cosa que resultà en els paràmetres actuals, publicats el 2008.